# Eutrapela clemataria
Eutrapela clemataria là một loài bướm đêm trong họ Geometridae.